# Спиридон Ганев
Спиридон Ганев Райчев е български математик и общественик от периода на Третото българско царство.

## Биография
Спиридон Ганев Райчев е роден на 12 април 1869 в Сливен като първото от деветте деца на Ганю и Марийка Райчеви. Основно училище завършва в родния си град. Средното си образование завършва в Пловдивската мъжка гимназия с учител чешкиия математик Антон Шоурек. Плодотворните им контакти продължават и по-късно при съвместната им преподавателска дейност в Софийския университет, както и при учредяването и дългогодишното ръководство на Физико-математическото дружество в София (основано на 2 февруари 1898 г.). През 1888 г. Спиридон Ганев следва математика в Прага, а през следващата година заминава за Белгия, където завършва висше образование по математика и физика. През 1893 г. в Лиеж защитава докторска дисертация по математика. След завръщането си в България той е назначен за учител в Софийската мъжка гимназия, а скоро след това и за хоноруван доцент в Софийския университет. През 1897 г. става професор по висша алгебра и аналитична механика. През 1900 г. е изпратен на едногодишна специализация в Лайпциг. Участва като делегат на университета на третия и четвъртия международни конгреси по математика, проведени съответно в Хайделберг и Рим. Освен на работата „Върху алгебрическото решение на кубическото уравнение“ Спиридон Ганев е автор на множество статии и рецензии, публикувани предимно в Списание на Физико-математическото дружество в София, и на учебници. Заедно с Г. А. Миндов превежда курса „Алгебра и задачник за средните училища“ на Емил Борел. В университета Спиридон Ганев остава до 1911 г. След това постъпва на работа в Българската народна банка на длъжност началник отдел „Финансови изучавания“, където остава до пенсионирането си през 1925 г. Предмет на много от публикациите му през този период са разширяване на спестовността и нуждата застрахователното дело да се поеме от държавата. Спиридон Ганев участва в дейността на сливенското дружество „Зора“ и на читалище „Славянска беседа“ в София. Участва в Балканската и в Първата световна война и е награждаван с орден „За храброст“.
Умира на 1 ноември 1961 г. в София. Има двама сина.
Личният му архив се съхранява във фонд 1083К в Централен държавен архив. Той се състои от 51 архивни единици от периода 1869 – 1969 г.

## Приноси и публикации
Голям е приносът му в издаването и редактирането на списанието на Физико-математическото дружество,
започнало да излиза през 1904 г. Така измежду балканските математици и физици, българските първи се организират в дружество и започват издаването на свой печатен орган.
- ІІІ международен конгрес на математиците. – СФМД, год. І, 23 – 24
- Едип нов хиперболограф. —СФМД, год. I, 71 – 73.
- George Salmon. – СФМД, год. 1,81.
- Wilhelm Schell. – СФМД. год. I, 82.
- Немско дружестно за подигане обучението на математическите и естествените-науки. – СФМД год. I, 107 – 110.
- Тангентата като основа на гониометрията. – СФМД, год. I. 150 – 153.
- Една нова метода за преподаване на елементарната геометрия. – СФМД, год. II, 121 —130.
- Математиката в новата френска програма за средните училиша. – СФМД, год. II, 169 – 177 367 – 376, год. III, 49 – 62.
- Интегриране на обратните функции (заета). —СФМД, год. II, 239 – 241.
- Понятие за производна в средното образование. – СФМД, год. III, 425 – 435.
- Немското дружество за подигане обучението на математическите и естествените науки. – СФМД, год. III, 462
- Диференциално и интегрално смятане в средните училища. – СФМД, год. ІІІ, 466 – 467.
- Няколко думи за конкурсните изпити за стипендии във висши учебни заведения. – Списание „Училищен преглед“, год. III, 62 – 65.
- IV международен конгрес в Рим. – СФМД, год. IV, 27 – 50.
- Международна комисия за математическо образование. – СФМД, год. IV, 187 – 191, 197 – 203.
- Henri Poincaré, член на Френската академия (съобщение). – СФМД, год. IV, 256.
- Елементите на инфинитезималния анализ в руските средни училища. – СФМД, год. IV, 316 – 318.
- Първи конгрес на италианското математическо дружество (приети реформи за средните училища). – СФМД, год. IV, 318 – 319.
- Laisant С. А. Първо научно обучение (преведена). – СФМД, год. V, 1 – 11.
- Върху една аналогия между два въпроса от механиката. – СФМД, год. V, 28 – 31.
- Шишковский Б. А. Нов възглед върху втория закон на термодинамиката (преведена). – СФМД, год. V, 31 – 33.
- Проект за нов учебен план по математика в гимназиите. – СФМЛ, год. V, 155 – 163.
- Реформа на математическото образование в Маджарско. – СФМД, год. V, 246 – 249.
- Новата програма на нашите гимназии. – СФМД, год. V, 249 – 254.
- Реформеното движение в математическото образование в Немско. – СФМД, год. V, 313— 330, год. VI, 1 – 31.
- Две думи върху учебния план по математика в гимназията. – СФМД, год. VI, 88 – 91.
- Понятието за функция в новия учебен план на австрийските средни училища. – СФМД, год. VI, 126 – 131.
- За проекто-програмата по математика на Министерството на Народното Просвещение.— СФМД год. VI, 217 – 222.
- Бележки върху предходната (Наследников, год. VI, стр. 223 – 230) статия относно проектопрограмата по математика.— СФМД, год. VI, 230 – 232.
- Академически конкурс (съобщение). – СФМД, год. VI, 254 – 255.
- Математичио-историческа изложба в Ню-Йорк (съобщение). – СФМД, год. VI, 255.
- Нова метода за изучаването на геометрията. – Списание „Училищен преглед“, год. V, 566 – 571
- Нещо за новите геометрии.—Списание „Училищен преглед“, год. VI, 209 – 220.
- Poincare Η. Хипотезата на Quanta'та (преведена).— СФМД, год. VIII, 141 – 145, 367 – 377.
- Emile Borel. Алгебра и задачник за I клас на средните училища, с предговор от автора, наредили според последното френско издание на съставените за реформираното математическо обучение учебници: Algebre, premier cycle, Algebre, second cycle д-р C. Ганев и Γ. А. Миндов.
- Emile Borel. Алгебра и задачник за II клас на средните училища, с предговор от автора, наредили според последното френско издание на съставените за реформираното математическо обучение учебници; Algebre, premier cycle, Algebre, second cycle д-р C. Ганев и Γ. А. Миндов[3].